# L'Espà
L'Espà (ortografia tradicional l'Aspà, paraula d'origen probable del patronímic Spana, segle ix) és un poble situat a 1300 m d'altitud del municipi de Saldes, al vessant meridional del Pedraforca, a la part occidental del Coll de la Trapa. S'estén per Feners fins al túnel de l'Avi, travessat de nord a sud per l'Aigua de Valls.

## Geografia
L'Espà és un dels nuclis habitats del municipi de Saldes a l'alt Berguedà. Està format per cases de pagès aïllades, semi disperses entorn de l'església de Sant Andreu de l'Espà i un edifici de titularitat municipal construït a principis del segle XX per destinar-lo a escola. La majoria de cases tenen una estructura similar, estan compostes de planta, pis i golfes sota la teulada a doble vessant i amb baluard que tanca l'era entre la casa i els coberts. Les cases d'aquest nucli son, Can Farines, Can Capdevila, cal Jep Costa i cal Gascó i mes dispersos, cal Bigardó, cal Blau, cal Vicenzó i la Farga de Feners. Predomina la casa usada com a segona residència, però moltes mantenen el caràcter i l'ús rural.

## Història
El topònim "Spadas" surt esmentat, l'any 961, per primera vegada en una donació al monestir de Sant Llorenç, a prop de Bagà. Amb el designi "Espaa", "Espada", "Laspa", "Aspà", etc. És el segle xi, quan es documenta un castell en aquesta contrada propietat dels comptes de Cerdanya. Al segle XII ja està documentada la propietat dels Barons de Pinós.
El baró de Pinós alertava el 1306 de la situació de poca cura que es tenia envers el castell. El 1324 va infeudar el castell de L'Espà, els llocs de Sorribes i el terme del castell de Gósol a Bernat de Gósol. Al segle xv ja no s'esmenta el castell i posteriorment ja no se'n troben restes físiques.
L'any 1260, l'església de Sant Andreu de L'Espà se cita a la documentació de la Baronia de Pinós i Mataplana i Mataplana on Galceran de Pinós confirmà els privilegis que els comtes de Cerdanya havien concedit als habitants de Feners i a la parròquia "beati Andrea dex Espa".
El nombre de cases era de cinc, entre L'Espà i Feners, segons el fogatge que es va realitzar el 1479, en el del 1553 el nombre ja s'incrementa a dotze cases i la rectoria. Segons el cens de Floridablanca del 1708 hi havia trenta-quatre veïns i el 1803 vint-i-tres veïns.
Monuments
El més destacable és l'Església de Sant Andreu de l'Espà, d'estil romànic molt modificat, inclosa en l'Inventari del Patrimoni Arquitectònic de Catalunya.

## Industria, Mineria
Entre el 1940 i el 1944 es va explotar l'anomenada mina Clara, explotada per Carbons i Transports Cadí. Aquesta mina donava feina als habitants de l'Espà, Saldes, Gósol i a gent d'altres llocs. Les capes de carbó en aquesta mina eren verticals i s'extreia amb el sistema d'esllavissament. El carbó que se'n extreia es transportava amb un funicular fins a Vallcebre.
El 10 d'abril de 1944, va succeir el pitjor accident de la història de la mineria catalana, el que va deixar més víctimes: en una galeria de carbó de la mina Clara, al poble de l'Espà, hi morien 34 miners, entre els quals, un únic català, i una vintena de la província d'Almeria, vuit dels quals de Serón. Es confirma que molts dels miners morts –i vius– probablement eren clandestins, majoritàriament d'Almeria i Jaén i que «treballessin amb noms falsos a la mina de Clara» per esquivar controls policials. 

## Festes
- Tercer diumenge de setembre, Festa Major de l'Espà (diumenge després de la Verge dels Dolors).
- 13 de juny, festivitat de Sant Antoni de Pàdua: se celebra un aplec; entre els actes, es canten els goigs Miracles de Sant Antoni.